# Catocala eliza
Catocala eliza är en fjärilsart som beskrevs av Fischer 1885. Catocala eliza ingår i släktet Catocala och familjen nattflyn. Inga underarter finns listade i Catalogue of Life.